# Flavin mononukleotid
Flavin mononukleotid (FMN, riboflavin-5′-fosfat) je biomolekul koji se formira iz riboflavina (vitamina B2) enzimom riboflavin kinaza i funkcioniše kao prostetska grupa raznih oksidoreduktaza među kojima je NADH dehidrogenaza, kao i kofaktor bioloških foto receptora plavog-svetla. Tokom katalitičkog ciklusa, reverzibilna interkonversija oksidizovanih (FMN), semihinonskih (FMNH•) i redukovanih (2) formi se odvija u raznim oksidoreduktazama. FMN je jači oksidicioni agens nego NAD i posebno je koristan zato što učestvuje u jedno- i dvo-elektronskim transferima. U njegovoj ulozi foto receptora plavog svetla, (oksidovani) FMN se izdvaja od konvencionalnih foto receptora po tome što je signalno stanje a ne E/Z izomerizacija.

## Literatura
- Nicholas C. Price; Lewis Stevens (1999). Fundamentals of Enzymology: The Cell and Molecular Biology of Catalytic Proteins (Third изд.). USA: Oxford University Press. ISBN 019850229X.
- Eric J. Toone (2006). Advances in Enzymology and Related Areas of Molecular Biology, Protein Evolution (Volume 75 изд.). Wiley-Interscience. ISBN 0471205036.
- Branden C; Tooze J. Introduction to Protein Structure. New York, NY: Garland Publishing. ISBN 0-8153-2305-0.
- Irwin H. Segel. Enzyme Kinetics: Behavior and Analysis of Rapid Equilibrium and Steady-State Enzyme Systems (Book 44 изд.). Wiley Classics Library. ISBN 0471303097.
- William P. Jencks (1987). Catalysis in Chemistry and Enzymology. Dover Publications. ISBN 0486654605.

## Spoljašnje veze
- FMN